# Друзякина, Софья Ивановна
Софья Ивановна Друзякина (ур. Менцер (Ментцер) София Маргарита, 17 (29) мая 1880 года, Киев — 3 октября 1953 года, Москва) — выдающаяся оперная и камерная певица, профессор Московской консерватории.

## Биография
Софья Ивановна Друзякина родилась 17 мая 1880 года в Киеве. Отец, немецкий предприниматель, переехавший Россию в 1870 годах, мать — дочь немецкого пастора. Ее младшая сестра — певица Марта Ивановна Закревская.
Пению Софья Ивановна училась в киевском частном музыкальном училище Н. Тутковского (педагог А. Сантагано-Горчакова), в Милане у композитора и вокального педагога Чезаре Росси.
Выступления: дебют — в 1900 году в Одесском оперном театре, в Киеве (1901—1902), в Харькове (1903—1904), в Москве — Товарищество M. К. Максакова (1906—1907); Большой театр (1907—1908), оперный театр C. И. Зимина (1910—1916), в Одесском оперном театре (1916—1917), в театре Московского совета рабочих депутатов (1917—1924).
В 1915 году приняла старообрядчество.
Педагогическая деятельность: с 1920 года — в Музыкально-драматическом институте (ГИТИС), в 1928—1946 годах — в Московской консерватории. Софья Ивановна Друзякина в студиях при консерватории готовила башкирские, узбекские, северо-осетинские национальные кадры. Среди её известных учеников — Д. X. Насырова, H. П. Рождественская, К. A. Малькова.
- 1-й брак — Д. Д. Друзякин,
- 2-й брак — Иван Леонтьевич Зимин (1888—1935), администратор театра, внук И.Н.Зимина, племянник С.И.Зимина. 
  - Дочь — Любовь Ивановна Михальченко-Друзякина (1914—1995), актриса.

Похоронена на Введенском кладбище (8 уч.).

## Творчество
Лирико-колоратурная партия пажа Урбан («Гугеноты», Антонида).
Драматические партии в опере Аида, партии Минни («Девушка c Запада» Пуччини), Венера («Тангейзер» Вагнера), Рукайи («Измена» Ипполитова-Иванова), Татьяны («Евгений Онегин» П .И. Чайковского).
Вокальные произведения композиторов C. H. Василенко, И. Брамса, P. Штрауса.